# Crassispira quadrifasciata
Crassispira quadrifasciata é uma espécie de gastrópode do gênero Crassispira, pertencente à família Pseudomelatomidae.